# Thompson és Társa
A Thompson és Társa (L'Agence Thompson and Co) Jules Verne neve alatt 1907-ben posztumusz megjelent regény. A mű először a Le Journal lapban jelent meg 1907. október 17. és december 25. között, ezt követően a Hetzel és fia kiadó adta ki könyv formában.

## Jules Verne vs. Michel Verne
Az író halálakor (1905. március 24.) fia, Michel Verne nyolc kész Verne-regényről írt Verne állandó kiadójának, a Hetzel és fiának, felsorolását a nagyközönség is megismerte. 1905-ben megjelent a listán szereplő Világítótorony a világ végén, 1906-ban Az aranyvulkán. Az 1907-ben kiadott Thompson és Társa azonban nem volt a Hetzelnek küldött listán, a kiadó nem fűzött magyarázatot a megjelentetéshez.
Michel Verne és az ifj. Hetzel szerződésben rögzítették, hogy Michel elvégzi apja posztumusz műveinek javítását. Az aláírt szerződés a következőket mondja ki: Michel J. Verne vállalja, hogy elvégzi a szükséges átdolgozásokat és javításokat az egyes köteteknél, megőrizve a lehető legjobban az apja által műveinek adott karaktert.
Amikor Piero Gondolo della Riva 1976-1977-ben Sèvres-ben megvette az összes gépelt kéziratot Pierre-Jules Hetzel leszármazottaitól, a gyűjtő észrevette, hogy a Thompson és Társa és az Édom hiányzik. Így Gondolo már 1978-ban  Michel Verne-t tartotta a Thompson és Társa szerzőjének. Michel Verne apja kéziratait e célra készített dobozokban tárolta. Gondolo észrevétele szerint csak a Thompson és Társa és az Édom hiányzott.
Jean-Jules Verne – Jules Verne unokája, Michel Verne legkisebb fia – mindig Jules Verne műveként beszélt a regényről. 1980-ban bekövetkezett halála után az örökösök Nantes városának adták át az összes birtokukban lévő kéziratot, kivéve kettőt: a Thompson és Társát és az Édom-t. A témáról Gondolo de la Riva kérdésére az író dédunokája, Georges Verne azt válaszolta, hogy nem akar ilyen értékes iratot átadni Nantes városának.
A vélhetően legátfogóbb Verne-weblap a novellát apokrif műnek tartja, azaz Michel Verne szerzőségét ismeri el.
Úgy tűnik azonban, hogy új tanulmányok azt mutatják, hogy Jules Verne valóban megírta az első húsz fejezetet, és Michel befejezte a munkát.
Az ebben a cikkben kommentált regény a valóságban nem minden részében rendkívüli regény, mint azt gondolni lehet, és ez annak köszönhető, hogy az említett történetet - amint arra már utaltunk - két különböző író írta. A XXI–XXX. fejezetek szerzője nem azonos az első részével, az ész, a humor és az információk, a szereplők és általában a regény kezelésének mélysége elmarad az első résztől.
A XX. fejezetig a regény stílusa nagyon hasonlít Az Antillák világa és a Nyolcvan nap alatt a Föld körül stílusához. Az első húsz fejezetben a történet tele van vitalitással és kifejező erővel. Az utolsó tíz fejezet Verne irodalmi stílusának durva hamisítása: a megközelítés narratív stílusához nem méltó, rontja a történet minőségét. Az első részben Verne által bemutatott műveltségnek nincs folytonossága a másodikban, eltűnnek az állandó idegen nyelvű idézetek, eltűnik a Verne-re jellemző szellemes, ironikus és tragikomikus hangnem is. Az első fejezetekben egy olyan történetnek lehetünk tanúi, amely tele verne-i szimbolikával, de onnantól kezdve az elbeszélés lassabbá és nehezebbé válik, a ragyogás és az ész elenyészik.
Természetes feltételeznünk, hogy ennek a regénynek az első részét Jules Verne írta, és a végét Michel.
Jules Verne eredetileg az Un voyage Economique (Gazdaságos utazás) címet szánta regényének, Michel kézírása tanúsítja, hogy ő adta a regénynek a végleges címét, amelyen ma is ismerjük.

## Tartalom
A regény még ma is megáll mint gyilkos paródiája a társasutazásnak. Verne kiosztja az utazásszervezőket, az idegenvezetőket és az utasokat egyaránt. Még a történet főhőse sem makulátlan. Valójában egyedül egy francia hadnagy az, aki mindig jó kedvű, minden veszélyt legyőz és hibátlan. A szereplők, hajók nevei egyaránt mosolyt fakasztóak, elég a Seamew-t említeni, amelyen a társasutazók Londonból útnak indulnak – a Sirály név legkevésbé sem illik az elég rozoga utasszállító gőzösre.
|  | Alább a cselekmény részletei következnek! |

Az állását vesztett francia Robert Morgand jobb híján idegenvezetőnek és tolmácsnak szerződik a Baker utazási ügynökséghez Londonban, amely egy hónapos utazást hirdet kikötéssel Faial szigetén Horta-n, Terceira szigetén Angrában, harmadikként az Azori-szigetek fővárosában, a São Miguel szigeten található Ponta Delgadánál. Utána irány a Kanári-szigetek, megállás Las Palmas-ban a Nagy Kanári-szigeten és Tenerifén, Tenerife szigetén – ezt követően irány vissza London. Alig írja alá a szerződést, a Thompson és Társa hasonló útját jobb áron kínálja, a két cég árversenybe kezd. A kezdeti 75 fontról az ár folyamatosan esik – 74, 72, 71, 70, 61, 56, 50 – egészen 40 dollárig, amikor a Baker kiszáll a versenyből. Morgand-nak sikerül átszerződnie a nyerteshez.
Az utasokkal a beszállást követően ismerkedünk meg. A holland Van Piperboom csak hollandul beszél, ezzel egyedül van a hajón, senki sem érti meg soha, hogy mit mond, mit szeretne. Lady Heilbuth egy tucat macskával és kutyával utazik, mindenkit lenéz. Hasonló Sir George Hamilton, felesége és lányuk viszonya is a többi utashoz, ők az angol felsőbbrendűség megelevenedett példányai. Elias Johnson személyében alkoholista is van a hajón. Az amerikaiak is kapnak egy oldalszúrást, az ottani Öngyilkosok Klubjának tagja, Edward Tigg is részt vesz az úton. És itt van felesége és három gyermeke mellett a harsány, ami a szívemen, az a számon hozzáállású Absyrthus Blockhead kereskedő, aki elhozta családját életük útjára, semmiről és semmiből sem akar kimaradni. Három másik amerikai is a hajón, egy fiatalon özvegyen maradt nő, a húga és sógora. A sógor szándéka az özvegy meghódítása, hogy stabilizálja rossz pénzügyi helyzetét.
Robert Morgan idegenvezetése abból áll, hogy kézikönyvekből készül fel az egyes szigetekre történő kiszállások előtt, de néha megfeledkezik erről. Nem nehéz kérdésekkel zavarba hozni, pár utas örömmel teszi ezt meg. Tolmácsként megállja a helyét, bár hollandul nem beszél. Ráadásul professzorként mutatják be, ami csípi francia honfitársa szemét.
Thomson, az iroda tulajdonosa, Általános Ügyintéző, igyekszik az utat minimális költséggel megúszni. Az utasok egymás után lázadnak fel a romló ellátás, étkezés miatt. A programok elmaradása és átszervezése is Thompson ellen fordítja őket. Saunders külön sportot űz abból, hogy a kiadott programtól való minden eltérést, a legapróbbat is nagy nyilvánosság előtt teszi szóvá, szorgalmasan jegyzeteli a veszteségeket, hogy Londonba visszaérve majd kárpótlásért indítson pert. És egyre többen adnak neki igazat az út során.
Más Verne-regényektől eltérően számos mellékcselekményszál szórakoztatja az olvasót. Tiggért szabályos küzdelem alakul ki a Blockhead lányok és Margaret Hamilton között, a látszatudvariasság kereteit betartva. Hova ül, ki mellett lovagol... az ifjúság számára ez a legfontosabb. A hajón utazik egy nászutaspár is, de nekik még a nevüket sem tudjuk meg, gyakorlatilag nem jönnek elő a szobájukból, ha viszont a hajó kiköt, akkor elsőként hagyják el azt, de nem tartanak a csoportos túrákra, viszont utolsónak érkeznek vissza.
A minden körülmény közt jókedvű és pozitív hozzáállású francia tiszt, Roger de Sorgues Dolly Clarck udvarlójává lesz az úton, elnyerve a lány szívét. Jack Lindsay kísérlete, hogy elnyerje Alice szívét, kudarcot vall. Alice szívét Morgand nyeri el, emiatt Jack először csak egy véletlen természeti katasztrófát használna fel Alice megölésére – sikertelenül, majd nyíltan ellene fordul, de természetesen elbukik, meghal.
Morgand és Alice oly nehezen jut révbe, hol Morgan, hol Alice magasabb rendű erkölcsei miatt, hogy nemcsak az olvasó, de a kapcsolatot támogató Roger-Dolly páros is néha türelmét veszti.
A kívülállók számára rendkívül szórakoztató társasutazást olyan epizódokkal színesíti Verne, mint Dom Higino Rodrigues da Veiga és két fivére története. Ők Angra városában bukkannak fel, ahol először segítenek az utasoknak a pünkösdi felvonulást jó helyről megtekinteni, majd velük együtt utaznak a Seamew-n tovább, ám a portugál haditengerészet megállítja a hajót, mert a felvonulás alatt nagy mennyiségű gyémántot loptak el a vitt kegytárgyakról, és a Seamew engedély nélkül hajózott el. A két fivér rettenetesen rosszul van – mert a hajó teljes átkutatásakor, elrejtendő a drágaköveket, lenyelték azokat. A három tolvajt lefogják.
Más alkalommal egy szülei helyett szerelmét választó pár kerül a hajóra, a hajó emiatt összetűzésbe a helyi hatósággal. Ám ez az eset is szerencsésen megoldódik.
Saunders, aki Thompsont folyamatosan zrikálja, számon kér rajta minden programtól való eltérést, felfedi valódi kilétét, ő Baker, a konkurens iroda tulajdonosa. 
A regény utolsó részben, amikor visszaindulnak Londonba, az elaggott Seamew kazánja felrobban. A hajó tehetetlenül sodródik az Atlanti-óceánon a Zöldfoki-szigetek felé, majd partra vetődik Sal szigetén, amit csak elvétve látogat teher- vagy utasszállító hajó. Az utasok saját kezükbe veszik sorsukat, és a helyi halászokat megfizetve átvitetik magukat a közeli Santiago-szigetre, amelyet rendszeres hajójárat köt össze Európával. A balszerencse az útitársuk, mert a sziget fertőző járvány miatt vesztegzár alatt van. Egyetlen lehetőségként megveszik a Santa Maria hajót, ahová az ekkorra már mindenki által utált Thompson is feljut.
Saunders/Baker ekkor bosszút áll rajta, minden pohár ivóvizet, fekhelyet, takarót, élelmet külön számláz, helyben fizetéssel. És igen vastagon fog a tolla.  A Santa Maria Afrika partjainál szenved hajótörést.
Michel Verne zárása szerint Jack Lindsay összeszövetkezik egy jemeni eredetű arab törzzsel, akik emberrablásból élnek, de a francia csapatok lecsapnak rájuk, és mindenkit kiszabadítanak, egyedül Jack veszti életét. Robert Morgand felfedi valódi kilétét, ő az elszegényedett de Garamond márki, a gazdag Alice-t a vagyoni helyzet nem érdekli, győz a szerelem, ahogy Roger de Sourges hadnagy is elnyeri Dolly kezét, a hadnagy amúgy grófi cím birtokosa.
|  | Itt a vége a cselekmény részletezésének! |

## Fejezetek
Első rész
1. Záporesőben
2. Árverés nagy hírveréssel
3. A ködben
4. Ismerkedés
5. Nyílt tengeren
6. Mézeshetek
7. Beborul az ég
8. A pünkösdi ünnepségek
9. Egy fontos paragrafus
10. Amelyben megtanuljuk értékelni Johnson bölcsességét
11. Lakodalom São Miguelen
12. Tengeribetegség sajátos tünetekkel
13. Egy betűrejtvény megfejtése
14. A curral das freiras
15. Szemtől szemben

Második rész
1. Thompson csillaga hanyatlóban
2. Robert Morgand második titka
3. Amelyben a Seamew leáll
4. A gépezet második fogaskereke
5. A Teide csúcsán
6. Egy kapóra jött baleset[8]
7. Sodródás
8. Mint egy kihunyó lámpás
9. Thompson tengernaggyá lép elő
10. Vesztegzár alatt
11. Ezúttal Thompson fizet - de ráfizet
12. Csöbörből vödörbe
13. Amelyben a Thompson ügynökség társasutazása nem várt méreteket ölt
14. Alice lerója tartozását
15. Befejezés

## Értékelés
A "Thompson Ügynökség" a legjobb kritikákat kapta Verne posztumusz szakaszában.

## Szereplők
- Robert Morgand, idegenvezető és tolmács
- Baker, a Baker utazási iroda tulajdonosa
- Thompson, a Thompson és társa tulajdonosa
- Pip, a Seamew kapitánya
- Fliship, a Seamew másodkapitánya
- Bishop, a Seamew főgépésze
- Brown, a Seamew hajóhadnagya
- Skyn, a Seamew első altisztje
- Bistow, a Seamew matróza
- Roastbeaf, a Seamew pincére (becenév)
- Sandweach, a Seamew pincére (becenév)
- Saunders, álnéven utazó angol utas
- Van Piperboom, holland utas
- Roger de Sorgues, francia, hadnagy, 4. vadászezred
- Alice Lindsay amerikai
- Dolly Clarck amerikai, Alice Lindsay húga
- Jack Lindsay, amerikai, Alice Lindsay sógora
- Edward Tigg, állítólag az Öngyilkosok Klubja tagja
- Lady Heilbuth, öreg hölgy tucat macskával és kutyával, komornyikkal
- nászutaspár
- Elias Johnson, alkoholista
- Cooley tiszteletes
- Sir George Hamilton, angol nemes
- Lady Evangelina Hamilton, George Hamilton neje
- Margarett Hamilton, George és Evangelina Hamilton lánya
- Absyrthus Blockhead, angol kereskedő
- Georgina Blockhead, a felesége
- Bess Blockhead, a lányuk
- Mary Blockhead, a lányuk
- Abel Blockhead, a fiuk
- Dom Higino Rodrigues da Veiga, portugál nemes
- Dom Jaimét, Dom Higino testvére,
- Dom Cristóvão, Dom Higino testvére,
- Tatárboc, Pip korcs kutyája

## Érdekességek
- Hogyne, uram, a tolmács minden nyelven tud, de hollandul természetesen nem! A holland tudniillik nem nyelv. Legfeljebb nyelvjárás, kedves uram, tájszólás, ha szabad így mondanom. Ha egy holland azt akarja, hogy megértsék, akkor legjobb, ha otthon marad![9]
- Egyrészt itt van Meropea, amelyről a khioszi Theopomposz szerint Midász az öreg és szegény Szeilénosztól értesült; de ennél is fontosabb, hogy ránk maradt az isteni Platón beszámolója. Platón formálta elbeszéléssé a szájhagyományt, ő tette a történelem részévé a mondákat. Neki köszönhetjük, hogy az emlékezet láncolata sehol nem szakad meg, hanem évről évre, századról századra nyúlik vissza, és elvezet az ősidők homályába. Amit Platón történetíróként megörökített, azt Kritiasztól tudta, emez pedig még hétéves korában hallotta a kilencvenes éveit taposó dédapja, Dropidasz beszámolójában. Dropidasz pedig csupán azt ismételte el, amit számtalanszor elmondott neki jóbarátja, Szolón, a hét görög bölcs egyike, az athéni törvényhozó. Szolónnak a nyolcezer éves egyiptomi város, Szaisz papjai árulták el annak idején, hogy milyen háborúkról tudósítanak városuk műemlékei: ezeket egy, az övékénél is ezer évvel régebben alapított görög város lakói vívták a Héraklész oszlopain túlról, egy hatalmas szigetről beözönlő népekkel. Ha hihetünk ennek a hagyománynak, akkor az atlantisziak kipusztult népe Krisztus előtt nyolc-tíz évezreddel élt itt, s hazájuk pontosan a lábunk alatt terült el.[10][11]
- Dom Higino és két társa kétségkívül azonos szülőktől származtak, hisz ezt maga a hidalgó állította határozottan. De rájönni már korántsem lehetett volna a rokonságukra. A hasonlóságnak szikráját sem lehetett fölfedezni közöttük.[12]
- Az Azori-szigetek törvényei szerint a fiatalok valóban szabadon házasodhatnak, ehhez csupán úgy kell tenniük, ahogyan Thargela is tett. Szüleik házát elhagyván ugyanis ipso facto kikerülnek ezek gyámsága alól, és bírói fennhatóság alá tartoznak; a bíró viszont, amennyiben ilyen kérelemmel fordulnak hozzá, köteles megadni a házassági engedélyt.[13]
- Mára minden művelt ország kormánya eltörölte a fennhatósága alá tartozó területeken a rabszolgaságot, így a köztársaságot nincs értelme fenntartani. Csakhogy ezek a vasfejű négerek mindenben az elődeik szokásait akarják követni.[14]
- A regényben Verne idős korára jellemzően az angolok már nem hősök, mint volt Hatteras kapitány Verne egyik első regényében. Thompson fösvény, Baker irigy, Hamiltonék és Lady Haliburton csak a hozzájuk hasonló társadalmi helyzetűekkel hajlandók kapcsolatba lépni.[15]
- A szerelem két utazó között azokban a kalandokban, amelyekben részt vesznek: Az úszó város, Nyolcvan nap alatt a Föld körül, Az úszó sziget, Az ostromzáron át...
- Az utasok elárulása az által, akiben megbíztak: Grant kapitány gyermekei, A tizenöt éves kapitány, A gőzház, Az Orinocon fölfelé, Az Antillák világa...
- Afrika partjainál szenvedtek hajótörést A tizenöt éves kapitány hősei is.

## Magyar kiadások
- Thompson és Tsa Utazási Iroda, fordító: Hontvári Ottó, illusztráció: L. Bennett, Totem, Budapest, 1998, ISBN 9635900953[16]
- Thompson és Társa, fordító: Ertl István, illusztráció: Fabó Attila László, Unikornis, Budapest, 2000, ISBN 963 427 394 7